# Brières-et-Crécy
Brières-et-Crécy est une localité de Brécy-Brières et une ancienne commune française, située dans le département des Ardennes en région Grand Est.

## Toponymie
Le nom de Brières vient du toponyme gaulois Brivodurum qui signifie « le marché du pont » en langue gauloise,. Crécy est le nom d'une ferme à l'écart, un ancien prieuré

## Histoire
La commune fusionne avec la commune de Brécy en 1828 pour former la commune de Brécy-Brières.

## Administration
| Période                                  | Période | Identité | Étiquette | Qualité |
| ---------------------------------------- | ------- | -------- | --------- | ------- |
| Les données manquantes sont à compléter. |         |          |           |         |
|                                          |         |          |           |         |

## Démographie
| 1793 | 1800 | 1806 | 1821 |
| ---- | ---- | ---- | ---- |
| 141  | 136  | 152  | 130  |

Histogramme

(élaboration graphique par Wikipédia)